# CFTR
El gen CFTR (de l'anglès cystic fibrosis transmembrane conductance regulator) conté la informació que codifica la proteïna també anomenada CFTR. Aquest gen, que en cas de patir una mutació és el responsable de la fibrosi quística (FQ), va ser identificat al voltant de l'any 1985 per tècniques de clonatge posicional. Aquest mètode es basa a comparar el DNA d'individus en famílies on la malaltia apareix a diverses generacions; s'examinen marcadors genètics distribuïts en tots els cromosomes fins a trobar-ne un que es detecti especialment en els individus afectats per la malaltia. Un cop determinat el cromosoma, s'analitza aquesta porció del genoma i s'escullen gens que siguin candidats potencials per aquesta malaltia i s'investiga la seva seqüència per veure si existeixen mutacions.

## Estructura i localització
El gen es troba a la regió q31.2 del cromosoma número 7, al braç llarg d'aquest cromosoma: comença a la base número 116.907.253 i acaba a la 117.095.955, una regió que té una mida d'uns 190 kb tot i el transcrit està format per 27 exons reduint la seva mida fins a 6,1 kb d'ARNm. La proteïna codificada està formada per 1480 aminoàcids provinents de 4440 codons, i té un pes molecular de 168,173 Da.

## Mutacions
S'han descrit més de mil mutacions que poden afectar el gen CFTR. Aquestes mutacions poden causar dues alteracions genètiques: l'absència bilateral congènita dels conductes deferents i la fibrosi quística, aquesta última mundialment coneguda. Ambdós trastorns es deriven de l'obstrucció de la circulació d'ions i, per tant, l'aigua entra i surt de les cèl·lules.
En l'absència bilateral congènita dels conductes deferents, la proteïna pot ser funcional, però no té una eficiència normal, els resultats són la producció de mucositat espessa que bloqueja el desenvolupament dels conductes deferents. En les persones amb mutacions que donen lloc a la fibrosi quística, l'obstrucció en el transport dels ions es produeix en les cèl·lules epitelials que recobreixen els conductes dels pulmons, el pàncrees i altres òrgans. Tot això porta a la disfunció crònica, discapacitat i una disminució de l'esperança de vida.
La gran majoria de les mutacions són molt rares. La distribució i freqüència de mutacions varia segons les diferents poblacions fet que té implicacions en la detecció genètica.
Les mutacions consisteixen en substitucions, duplicacions, delecions o escurçaments en el gen en qüestió. Això pot donar lloc a proteïnes que poden no funcionar, treballar amb menys eficàcia, ser més ràpidament degradades o que es presenten en concentracions inadequades.
S'ha suggerit que les mutacions en el gen CFTR pot donar certs avantatges selectius als individus heterozigots. Les cèl·lules que expressen una forma mutant de la proteïna CFTR són resistents a la invasió del bacteri salmonel·la entèrica, l'agent de la febre tifoide. I els ratolins amb una sola còpia de CFTR mutat són resistents a la diarrea causada per la toxina de la còlera.

### Classificació de les mutacions
Com ja s'ha esmentat amb anterioritat aquest gen pot patir milers de mutacions, per fer-ne més fàcil el seu estudi aquestes mutacions s'han classificat seguint el tipus de mecanisme molecular que les provoca. A més, permet un desenvolupament més acurat de teràpies específiques per cada classe de mutació.
Aquesta classificació cobreix cinc grups:
- Mutacions de classe I: provocades per una deleció, error genètic en el que un fragment de la seqüència d'àcids nucleics s'ha perdut, fet que pot arribar a ser molt greu, ja que els codons canvien i, per tant, la seva lectura serà diferent, a més, es pot identificar erròniament un codó sense sentit (senyal de parada de la transcripció genètica). L'ARN missatger que es forma és defectuós i dona lloc a un tipus d'ARN molt inestable el qual serà degradat ràpidament. El resultat final és que l'ARN no té suficient vida per ser traduït a proteïna i, per tant, no es forma el canal proteic corresponent.
- Mutacions de classe II: aquest tipus de mutació afecta a la síntesi de la proteïna en l'ER (Reticle Endoplasmàtic), en la seva capacitat per madurar en l'aparell de Golgi i en el seu plegament. En el cas que la proteïna no s'hagi plegat correctament, els residus hidròfobs són reconeguts per la UDP-glucosiltransferasa, la qual afegeix una glucosa fent possible que torni a patir el cicle de plegament en la calnexina. Si després de realitzar els cicles de calnexina addicionals la proteïna segueix sense plegar-se correctament aquesta serà retrotransolcada des de l'ER fins al citosol per ser marcada amb ubiquitina la qual permetrà la seva degradació en el proteosoma. Finalment, com en el cas anterior, el canal no es formarà.[9]
- Mutacions de classe III: provocaran un increment de la resistència a la fosforilació del domini regulador (domini R) que és totalment necessària per la unió del trifosfat d'adenosina (ATP) als dominis que uneixen nucleòtids (NBD₁ i NBD₂), procés catalitzat per les quinases dependents de cAMP. La unió del trifosfat d'adenosina augmenta l'activitat del canal de clor, per tant, aquest tipus de mutació, no evitarà la formació del canal proteic sinó que disminuirà la seva funcionalitat.[10]
- Mutacions de classe IV: com en el cas de les mutacions de classe III, aquestes només afectaran en la conductància dels ions Cl‾ i no pas en la formació o translocació del canal en la membrana plasmàtica. La diferència amb l'altra classe de mutacions és el grau de gravetat de la malaltia, en aquest últim grup la presentació és més lleu.
- Mutacions de classe V: tenen lloc quan hi ha una reducció de la síntesi d'ARN missatger.

En conclusió, podem trobar mutacions que alteren la funció del canal proteic, com serien les de classe III, IV i V, i aquelles que provoquen l'absència d'aquest canal, mutacions de classe I i II.

### Llista de les mutacions més comunes
a) ΔF508: és la mutació més comuna, amb una freqüència del 70 per cent. Consisteix en una deleció de tres nucleòtids que al seu torn provoca una pèrdua de l'aminoàcid fenilalanina (Phe) en la posició 508. Com a resultat la proteïna no es plega correctament i és degradada de manera més ràpida. Forma part de les mutacions de classe II.
b) G542X: mutació de classe I. Té lloc en l'exó 11 i provoca l'aturada prematura.
c) G551D: mutació de classe III.
d) N1303K: mutació de classe II. Té lloc en l'exó 21.
e) W1282X: mutació de classe II.

## Funció

la proteïna CFTR, amb dos motius iguals units per un domini regulador, és la responsable del transport actiu del Cl¯

El gen conté la informació necessària per a codificar la proteïna CFTR.
La proteïna CFTR és una glicoproteïna que es troba a cèl·lules pulmonars, del fetge, del pàncrees, del tracte digestiu, reproductiu i de la pell. Aquesta proteïna pertany a la superfamília dels transportadors ABC (ATP binding cassette), aquests tenen dominis d'unió a l'ATP, utilitzant l'energia de la hidròlisi d'aquest per al transport de molècules diverses. La proteïna CFTR està formada per dos motius repetits, cadascun d'ells formats per un domini transmembrana, i una regió citosòlica on té lloc la unió a l'ATP. Aquests dos motius s'uneixen per un domini regulador, que és hidròfil, es troba al citosol i es fosforila per la proteïna-cinasa A (PKA) i PKC. Aquesta estructura és pròpia de tots els transportadors ABC excepte el domini regulador, exclusiu de la proteïna CFTR.
Aquesta proteïna és un canal d'ions de clor (Cl–) regulat per AMPc que es localitza, principalment, a la membrana apical de les cèl·lules epitelials, on controla el transport iònic. Tot i que té especial importància en el transport del Cl- ORCC, també regula altres canals com l'ENaC de Na+, el CaCC de Ca2+ o el ROMK1 i ROMK2, de K+. A més, també té un paper important en el transport d'ATP, modificant l'exocitosi i l'endocitosi i en la regulació del pH d'orgànuls intracel·lulars, paràmetre essencial, entre d'altres, en el procés de glicosilació de proteïnes.
Normalment, la proteïna participa en el transport de Cl– i l'ió tiocianat fora de la cèl·lula epitelial, cap al mucus que l'envolta. Això provoca la formació d'un gradient electroquímic i el moviment d'ions Na+ en la mateixa direcció que el Cl–, cap a fora. Degut a aquest moviment, la concentració de sals és major a l'exterior de la cèl·lula que a l'interior i, per osmosi, l'aigua surt fent que el mucus sigui fluid.
Per tant, la manca de la proteïna o el fet que aquesta sigui defectuosa provoca efectes en la hidratació dels conductes epitelials fent el mucus més espès i sec. El fet que les secrecions siguin deshidratades produirà l'obstrucció o atròfia del teixit, a més, es crearà un medi que permetrà una major adherència bacteriana.
Una de les característiques més comunes dels malalts de fibrosi quística és la producció de suor salada. Les glàndules sudorípares utilitzen dos mecanismes per regular la quantitat d'aigua i sals secretades i, en el cas de la FQ, hi ha una dificultat especial en la reabsorció de sals, ja que és el canal Cl-/HCO3 el que compensa la pèrdua de sal. Per tant, la suor serà més salada.

## Correlació genotip–fenotip
La clínica de la fibrosi quística és molt àmplia i variada inclús en pacients amb la mateixa combinació de mutacions, això fa pensar que les mutacions en el gen CFTR no són les úniques responsables de la malaltia sinó que la gravetat d'aquesta ve condicionada també per factors ambientals i altres factors genètics. L'impacte que té el genotip CFTR en el fenotip clínic depèn de l'òrgan afectat. És a dir, el funcionament correcte d'alguns òrgans té una relació molt directa amb el genotip CFTR, mentre que en altres òrgans la gravetat no vindrà tant determinada pel genotip com pels factors ambientals. La contribució del genotip CFTR en la gravetat de la malaltia és molt major en el pàncrees, que gairebé no depèn de factors ambientals, seguit dels conductes deferents i del fetge i intestí. Finalment, el pulmó és l'òrgan on l'impacte del genotip és menor i la gravetat de la malaltia està molt influïda per factors extrens.